# Дерик Бру
Дерик Бру (порт. Derrick Brew; Хјустон 28. децембар 1977), амерички атлетичар, специјалиста за трчање на 400 метара.
Бру је на Тријалу у САД 2001. освојио четврто место у трци на 400 метара и постао члан штафете за Светско првенство 2001. у Едмонтону. На том првенству америчка штафета је била дисквалификована. На следећем Светском првенству 2003. у Паризу, штафета осваја златну медаљу, која им је накнадно одузета јер је члан штафете Калвин Харисон користио допинг.
На Летњим олимпијским играма 2004. у Атини са штафетом осваја своју прву злтану медаљу. На истом такмичењу постиже и свој навећи појединачни успех у карујери освајајући бронзану медаљу.
Што није успео на претходна два постигао је на трећем Светском првенству 2005. у Хелсинкију, када је постао и светски првак са америчком штафетом 4 х 400 метара.

## Лични рекорди
На отвореном
| Дисциплина | Резултат | Датум          | Место |
| ---------- | -------- | -------------- | ----- |
| 200 м      | 20,38    | 16. мај 1999   | Атина |
| 300 м      | 32,40    | 8. август 2006 | Јуџин |
| 400 м      | 44,29    | 16. мај 1999   | Атина |

У дворани
| Дисциплина | Резултат | Датум         | Место    |
| ---------- | -------- | ------------- | -------- |
| 400 м      | 46,12    | 10. март 2002 | Фајетвил |